# Olympische Sommerspiele 1936/Teilnehmer (Estland)
| Gelbes Symbol für Goldmedaillen mit stilisierten Olympischen Ringen | Graues Symbol für Silbermedaillen mit stilisierten Olympischen Ringen | Braundes Symbol für Bronzemedaillen mit stilisierten Olympischen Ringen |
| ------------------------------------------------------------------- | --------------------------------------------------------------------- | ----------------------------------------------------------------------- |
| 2                                                                   | 2                                                                     | 3                                                                       |

Estland nahm an den Olympischen Sommerspielen 1936 in Berlin mit einer Delegation von 33 Athleten teil. Es war die letzte Teilnahme des Landes als unabhängiger Staat vor der Teilnahme an den Olympischen Spielen 1992. Im Jahr 1940 wurde das Land von der Sowjetunion besetzt und die estnischen Athleten nahmen in den folgenden Jahren als Teil der Sowjetischen Mannschaft teil.

## Medaillengewinne 1936

### Gold
- Kristjan Palusalu – Ringen, Schwergewicht, griechisch-römischer Stil
- Kristjan Palusalu – Ringen, Schwergewicht, Freistil

### Silber
- Nikolai Stepulov – Boxen, Leichtgewicht
- August Neo – Ringen, Halbschwergewicht, Freistil

### Bronze
- Arnold Luhaäär – Gewichtheben, Schwergewicht
- Voldemar Väli – Ringen, Leichtgewicht, griechisch-römischer Stil
- August Neo – Ringen, Halbschwergewicht, griechisch-römischer Stil

### Athleten nach Sportarten
| 29 Männliche Teilnehmer aus Estland                                                        | 29 Männliche Teilnehmer aus Estland | 29 Männliche Teilnehmer aus Estland                      | 29 Männliche Teilnehmer aus Estland | 29 Männliche Teilnehmer aus Estland | 29 Männliche Teilnehmer aus Estland | 29 Männliche Teilnehmer aus Estland | 29 Männliche Teilnehmer aus Estland |
| Sportart                                                                                   | Sportler                            | Disziplin                                                | Platz                               | Bemerkung |                                     |                                     |                                     |
| ------------------------------------------------------------------------------------------ | ----------------------------------- | -------------------------------------------------------- | ----------------------------------- | --- | ----------------------------------- | ----------------------------------- | ----------------------------------- |
| Basketball                                                                                 | Erich Altosaar                      | Mannschaft                                               | -                                   | Elf Spieler gemeldet, acht nahmen teil. Erster Runde: 34:29-Sieg gegen Frankreich, Zweite Runde: 52:28-Niederlage gegen die USA, Zwischenrunde: Freilos, Dritte Runde: 39:22-Niederlage gegen die Mannschaft der Philippinen und damit ausgeschieden, Teilnahme an Spiel 1, Spiel 2, Spiel 3 |                                     |                                     |                                     |
| Basketball                                                                                 | Aleksander Illi                     | Mannschaft                                               | -                                   | Teilnahme an Spiel 1, Spiel 2, Spiel 3 |                                     |                                     |                                     |
| Basketball                                                                                 | Vladimir Kärk                       | Mannschaft                                               | -                                   | Teilnahme an Spiel 1 |                                     |                                     |                                     |
| Basketball                                                                                 | Robert Keres                        | Mannschaft                                               | -                                   | Teilnahme an Spiel 1, Spiel 2, Spiel 3 |                                     |                                     |                                     |
| Basketball                                                                                 | Evald Mahl                          | Mannschaft                                               | -                                   | Teilnahme an Spiel 1, Spiel 2, Spiel 3 |                                     |                                     |                                     |
| Basketball                                                                                 | Aleksander Margiste                 | Mannschaft                                               | -                                   | Teilnahme an Spiel 1, Spiel 2, Spiel 3 |                                     |                                     |                                     |
| Basketball                                                                                 | Heino Veskila                       | Mannschaft                                               | -                                   | Teilnahme an Spiel 1, Spiel 2, Spiel 3 |                                     |                                     |                                     |
| Basketball                                                                                 | Artur Amon                          | Mannschaft                                               | -                                   | Teilnahme an Spiel 2, Spiel 3 |                                     |                                     |                                     |
| Boxen                                                                                      | Evald Seeberg                       | Federgewicht                                             | -                                   | Erster Kampf: Sieg nach Punkten gegen Nicolae Berechet (ROM), Zweiter Kampf: Niederlage nach Punkten gegen Theodore Kara (USA) |                                     |                                     |                                     |
| Boxen                                                                                      | Nikolai Stepulov                    | Leichtgewicht                                            |                                     | Erster Kampf: Sieg nach Punkten gegen André Wollscheidt (LUX), Zweiter Kampf: Sieg nach Punkten gegen Hidekichi Nagamatsu (JAP), Dritter Kampf: Sieg nach Punkten gegen Carlos Lillo (Chile), Vierter Kampf: Sieg nach Punkten gegen Erik Ågren (SWE), Fünfter Kampf: Niederlage nach Punkten gegen Imre Harangi (HUN) |                                     |                                     |                                     |
| Leichtathletik                                                                             | Aksel Kuuse                         | Hochsprung                                               | -                                   | mit 1,90 m im Halbfinale ausgeschieden |                                     |                                     |                                     |
| Leichtathletik                                                                             | Evald Äärma                         | Stabhochsprung                                           | -                                   | mit 3,70 m in der Qualifikation ausgeschieden |                                     |                                     |                                     |
| Leichtathletik                                                                             | Ruudi Toomsalu                      | Weitsprung                                               | -                                   | mit weniger als 7,15 m in der Qualifikation ausgeschieden |                                     |                                     |                                     |
| Leichtathletik                                                                             | Gustav Sule                         | Speerwurf                                                | 11.                                 | mit 63,26 m im Halbfinale ausgeschieden |                                     |                                     |                                     |
| Leichtathletik                                                                             | Arnold Viiding                      | Kugelstoßen                                              | 8.                                  | mit 15,23 m im Halbfinale ausgeschieden |                                     |                                     |                                     |
| Leichtathletik                                                                             | Koit Annamaa                        | Hammerwurf                                               | 8.                                  | mit 50,46 m im Halbfinale ausgeschieden |                                     |                                     |                                     |
| Leichtathletik                                                                             | Reginald Uba                        | 1500 m                                                   | -                                   | mit 4.26,2 min im Vorlauf ausgeschieden |                                     |                                     |                                     |
| Gewichtheben                                                                               | Erm Lund                            | Federgewicht (bis 60 kg)                                 | 13.                                 | mit 270 kg |                                     |                                     |                                     |
| Gewichtheben                                                                               | Peeter Mürk                         | Leichtgewicht (bis 67,5 kg)                              | 11.                                 | mit 285,0 kg |                                     |                                     |                                     |
| Gewichtheben                                                                               | Karl Oole                           | Halbschwergewicht (bis 82,5 kg)                          | 14.                                 | mit 320,0 kg |                                     |                                     |                                     |
| Gewichtheben                                                                               | Arnold Luhaäär                      | Schwergewicht (über 82,5 kg)                             |                                     | mit 400,0 kg |                                     |                                     |                                     |
| Ringen                                                                                     | Evald Sikk                          | Griechisch-römischer Freistil, Bantamgewicht (bis 56 kg) | 6.                                  | Erste Runde gg. Dante Bertoli (ITA) 1:3 verloren, Zweite Runde gg. Buemberger (Österreich) durch Wurf nach 12:30 min 3:0 gewonnen, Dritte Runde gg. Ali Erfan (Ägypten) nach Punkten 3:0 gewonnen, Vierte Runde gg. Márton Lõrincz (HUN) nach Punkten 3:0 gewonnen |                                     |                                     |                                     |
| Ringen                                                                                     | Voldemar Väli                       | Griechisch-römischer Stil, Leichtgewicht (bis 66 kg)     |                                     | Erste Runde gg. Arild Dahl (NOR) durch Wurf nach 4:53 min 3:0 gewonnen, Zweite Runde gg. Heinrich Nettesheim (GER) nach Punkten 3:0 gewonnen, Dritte Runde gg. Saim Arıkan (TUR) nach Punkten 3:0 gewonnen, Vierte Runde gg. Zbigniew Szajewski (POL) durch Wurf nach 15:21 min gewonnen, Fünfte Runde gg. Herbert Olofsson (SWE) durch Wurf nach 13:14 min gewonnen, Sechste Runde gg. Lauri Koskela 1:2 nach Punkten verloren, Siebte Runde gg. Jozef Herda (CZ) 0:3 nach Punkten verloren |                                     |                                     |                                     |
| Ringen                                                                                     | Edgar Puusepp                       | Griechisch-römischer Stil, Weltergewicht (bis 72 kg)     | 4.                                  | Erste Runde gg. Fritz Schäfer (GER) 0:3 nach Punkten verloren, Zweite Runde gg. Gyula Vincze (HUN) durch Wurf nach 13:40 min gewonnen, Dritte Runde gg. Jean de Feu (BEL) durch Wurf nach 6:58 min gewonnen, Vierte Runde gg. Rudolf Svedberg (SWE) 0:3 nach Punkten verloren |                                     |                                     |                                     |
| Ringen                                                                                     | Voldemar Mägi                       | Griechisch-römischer Stil, Mittelgewicht (bis 79 kg)     | 11.                                 | Erste Runde gg. Väinö Kokkinen (FIN) 1:2 nach Punkten verloren, Zweite Runde gg. Ercole Gallegati (ITA) 0:3 nach Punkten verloren und mit mehr als fünf Minuspunkten ausgeschieden |                                     |                                     |                                     |
| Ringen                                                                                     | August Neo                          | Freistil, Halbschwergewicht (bis 87 kg)                  |                                     | Erste Runde gg. Knut Fridell (SWE) nach Punkten 0:3 verloren, Zweite Runde gg. Ede Virág-Ébner (HUN) durch Wurf nach 9:22 min gewonnen, Dritte Runde gg. Ray Clemons (USA) durch Wurf nach 8:09 min gewonnen, Vierte Runde gg. Paul Dätwyler (Schweiz) nach Punkten 3:0 gewonnen, Fünfte Runde gg. Erich Siebert (GER) nach Punkten 3:0 gewonnen |                                     |                                     |                                     |
| Ringen                                                                                     | August Neo                          | Griechisch-römischer Stil, Halbschwergewicht (bis 87 kg) |                                     | Erste Runde Freilos, Zweite Runde gg. Axel Cadier (SWE) 0:3 verloren, Dritte Runde gg. Franz Foidl (Österreich) nach 4:59 min durch Wurf gewonnen, Vierte Runde gg. Umberto Silvestri (ITA) nach 12:19 min durch Wurf gewonnen, Fünfte Runde gg. Edvīns Bietags (Lettland) 1:2 nach Punkten verloren |                                     |                                     |                                     |
| Ringen                                                                                     | Kristjan Palusalu                   | Freistil, Schwergewicht (über 87 kg)                     |                                     | Erste Runde gg. Josef Klapuch (CZ) durch Wurf nach 10:50 min gewonnen, Zweite Runde gg. Robert Herland (FRA) durch Wurf nach 6:45 min gewonnen, Dritte Runde gg. Mehmet Çoban (TUR) nach Punkten 3:0 gewonnen, Vierte Runde gg. Werner Bürki (Schweiz) durch Wurf nach 6:15 min gewonnen, Fünfte Runde gg. Hjalmar Nyström (FIN) nach Punkten 3:0 gewonnen |                                     |                                     |                                     |
| Ringen                                                                                     | Kristjan Palusalu                   | Griechisch-römischer Stil, Schwergewicht (über 87 kg)    |                                     | Erste Runde gg. Eduard Schöll (Österreich) durch Wurf nach 8:41 min gewonnen, Zweite Runde gg. Zoltán Kondorossy (Rumänien) durch Wurf nach 10:36 min gewonnen, Dritte Runde gg. John Nyman (SWE) nach Punkten 3:0 gewonnen, Vierte Runde gg. Mehmet Çoban (TUR) nach Punkten 3:0 gewonnen, Fünfte Runde gg. Kurt Hornfischer (GER) nach Punkten 3:0 gewonnen |                                     |                                     |                                     |
| Ringen                                                                                     | Adalbert Toots                      | Freistil, Leichtgewicht (bis 66 kg)                      | 8.                                  | Erste Runde Freilos, Zweite Runde gg. Eiichi Kazama (Japan) 0:3 nach Punkten verloren, Dritte Runde gg. Howard Thomas (CAN) nach Punkten 3:0 gewonnen, Vierte Runde gg. Charles Delporte (FRA) nach 4 min wegen Verletzung aufgegeben |                                     |                                     |                                     |
| Ringen                                                                                     | August Kukk                         | Freistil, Weltergewicht (bis 72 kg)                      | 13.                                 | Erste Runde gg. Willy Angst (Schweiz) nach Punkten 0:3 verloren, Zweite Runde gg. Kálmán Sóvári (HUN) 1:2 nach Punkten verloren, und mit fünf Minuspunkten ausgeschieden |                                     |                                     |                                     |
| Rudern                                                                                     | Elmar Korko                         | Einer (1000 m)                                           | -                                   | Dritter im ersten Vorlauf mit 7:40,4 min, Dritter im Hoffnungslauf mit 7:44,1 min, damit ausgeschieden |                                     |                                     |                                     |
| Segeln                                                                                     | Erik von Holst                      | Einheitsklasse                                           | 17.                                 | Im ersten Rennen zurückgezogen, 78 Punkte aus den sechs Folgerennen |                                     |                                     |                                     |
| Schwimmen                                                                                  | Egon Roolaid                        | 100 m Freistil                                           | 20.–21.                             | Vierter im zweiten Vorlauf 1:01,5 min, damit ausgeschieden |                                     |                                     |                                     |
| Schwimmen                                                                                  | Boris Roolaid                       | 100 m Rücken                                             | 29.                                 | Vierter im vierten Vorlauf 1:21,1 min, damit ausgeschieden |                                     |                                     |                                     |
|                                                                                            |                                     |                                                          |                                     | |                                     |                                     |                                     |
| Weibliche Teilnehmer aus Estland                                                           |                                     |                                                          |                                     | |                                     |                                     |                                     |
| Sportart                                                                                   | Sportler                            | Disziplin                                                | Platz                               | Bemerkung |                                     |                                     |                                     |
| Aus Estland nahmen keine weiblichen Teilnehmer an den Olympischen Sommerspielen 1936 teil. |                                     |                                                          |                                     | |                                     |                                     |                                     |

Für Estland nahm eine Gruppe von Physikstudenten an einer anlässlich der Olympischen Spiele organisierten Austauschveranstaltung teil.
Für die Ringerwettbewerbe fungierten Johannes Kauba, Karl Kullisaar und Johannes Villemson als Kampfrichter. im Boxwettbewerb war Peeter Matsov in verschiedenen Kämpfen Punktrichter.